# Mercedes-Benz V167
La Mercedes-Benz V167 è la seconda generazione della Mercedes-Benz Classe GLE, un'autovettura SUV prodotta dalla casa automobilistica tedesca Mercedes-Benz dal 2018. La serie 167 è costruita nello stabilimento statunitense di Tuscaloosa. Il modello è stato presentato per la prima volta al 64º Salone dell'automobile di Parigi nell'ottobre 2018. L'inizio delle vendite e le prime consegne sono iniziati nei primi mesi del 2019.